# Bis-fluorossi difluorometano
Il bis-fluorossi-difluoro-metano è il più semplice bis-ossifluoruro organico. Venne sintetizzato per la prima volta negli anni 60 da J.H.Prager e P.G.Thompson. È un gas tossico, incolore, ossidante, con un odore pungente simile alla candeggina. 

## Sintesi
Il bis-fluorossi-difluoro-metano può essere preparato tramite fluorurazione catalitica di anidride carbonica in presenza di un opportuno catalizzatore quale il fluoruro di cesio. 
Il meccanismo teorizzato è costituito da due fluorurazioni successive.

## Applicazioni
A seconda del substrato e delle condizioni di reazione può agire per via elettrofila o radicalica.
Il meccanismo radicalico, predominante in presenza di olefine elettron-povere, porta alla formazione di una miscela di prodotti composta da un diossolano e da un etere lineare.
Il legame ossigeno-fluoro, in presenza di specie elettron-ricche è suscettibile di attacco nucleofilo.
La reazione evolve secondo un meccanismo ionico e nel caso più generale porta alla formazione di fluoro-alcani, COF2 e fluoro-chetoni.

## Sicurezza
Il bis-fluorossi-difluoro-metano è un composto tossico, corrosivo ed instabile. Se compresso, riscaldato o liquefatto può decomporre in maniera incontrollata formando ossigeno, fluoruro di carbonile e tetrafluoruro di carbonio. La reazione di decomposizione può essere innescata da materiali incompatibili quali grasso o superfici metalliche non passivate.